# Paillencourt
Paillencourt [pajɑ̃kuʁ] est une commune française, située dans le département du Nord en région Hauts-de-France.

## Géographie

### Communes limitrophes
|             | Wasnes-au-Bac | Wavrechain-sous-Faulx Bouchain (Nord) |
| Hem-Lenglet | Paillencourt  | Estrun                                |
| Bantigny    |               | Thun-l'Évêque                         |

### Hydrographie

#### Réseau hydrographique
La commune est située dans le bassin Artois-Picardie. Elle est drainée par la rivière Sensée, le canal de la Sensée du confluent du canal du Nord au confluent de l'Escaut canalisé, le Ravin de Bantigny la Racine et un autre petit cours d'eau,.
La Sensée, d'une longueur de 20 km, prend sa source dans la commune de Arleux et se jette  dans l'Escaut canalisée à Bouchain, après avoir traversé douze communes. 
Le canal de la Sensée permet un lien entre le canal de Saint-Quentin au nord de Cambrai avec la Scarpe canalisée et le canal de la Deûle à Douai. 

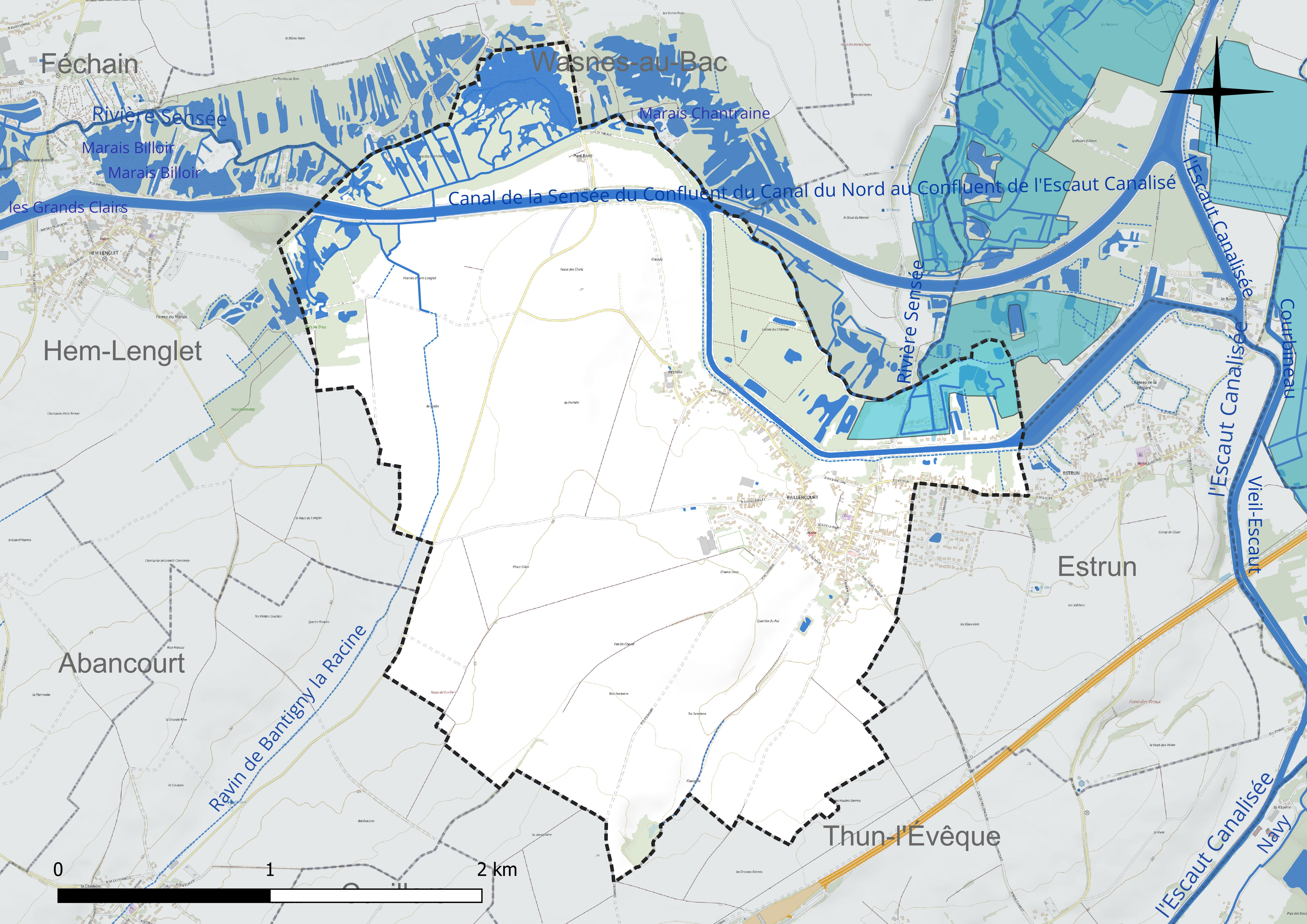
Réseau hydrographique de Paillencourt.

#### Gestion et qualité des eaux
Le territoire communal est couvert par le schéma d'aménagement et de gestion des eaux (SAGE) « Sensée ». Ce document de planification concerne un territoire de 857 km2 de superficie, délimité par le bassin versant de la Sensée. Le périmètre a été arrêté le 14 janvier 2023 et le SAGE proprement dit a été approuvé le 21 février 2020. La structure porteuse de l'élaboration et de la mise en œuvre est le syndicat mixte Escaut et Affluents (SyMEA). 
La qualité des cours d'eau peut être consultée sur un site dédié géré par les agences de l'eau et l'Agence française pour la biodiversité. 

### Climat
Pour des articles plus généraux, voir Climat des Hauts-de-France et Climat du Nord.
En 2010, le climat de la commune est de type climat océanique dégradé des plaines du Centre et du Nord, selon une étude du CNRS s'appuyant sur une série de données couvrant la période 1971-2000. En 2020, Météo-France publie une typologie des climats de la France métropolitaine dans laquelle la commune est exposée à un climat océanique et est dans la région climatique  Nord-est du bassin Parisien, caractérisée par un ensoleillement médiocre, une pluviométrie moyenne régulièrement répartie au cours de l'année et un hiver froid (3 °C). 
Pour la période 1971-2000, la température annuelle moyenne est de 10,6 °C, avec une amplitude thermique annuelle de 15 °C. Le cumul annuel moyen de précipitations est de 708 mm, avec 12,4 jours de précipitations en janvier et 9,5 jours en juillet. Pour la période 1991-2020, la température moyenne annuelle observée sur la station météorologique la plus proche, située sur la commune de Douai à 19 km à vol d'oiseau, est de 11,0 °C et le cumul annuel moyen de précipitations est de 729,2 mm,. Pour l'avenir, les paramètres climatiques de la commune estimés pour 2050 selon différents scénarios d'émission de gaz à effet de serre sont consultables sur un site dédié publié par Météo-France en novembre 2022.

## Urbanisme

### Typologie
Au 1er janvier 2024, Paillencourt est catégorisée commune rurale à habitat dispersé, selon la nouvelle grille communale de densité à sept niveaux définie par l'Insee en 2022.
Elle est située hors unité urbaine et hors attraction des villes,.

### Occupation des sols
L'occupation des sols de la commune, telle qu'elle ressort de la base de données européenne d'occupation biophysique des sols Corine Land Cover (CLC), est marquée par l'importance des territoires agricoles (71,7 % en 2018), une proportion sensiblement équivalente à celle de 1990 (72,4 %). La répartition détaillée en 2018 est la suivante : 
terres arables (70,7 %), zones humides intérieures (11 %), zones urbanisées (10,7 %), forêts (4,6 %), eaux continentales (2 %), zones agricoles hétérogènes (0,9 %). L'évolution de l'occupation des sols de la commune et de ses infrastructures peut être observée sur les différentes représentations cartographiques du territoire : la carte de Cassini (XVIIIe siècle), la carte d'état-major (1820-1866) et les cartes ou photos aériennes de l'IGN pour la période actuelle (1950 à aujourd'hui).

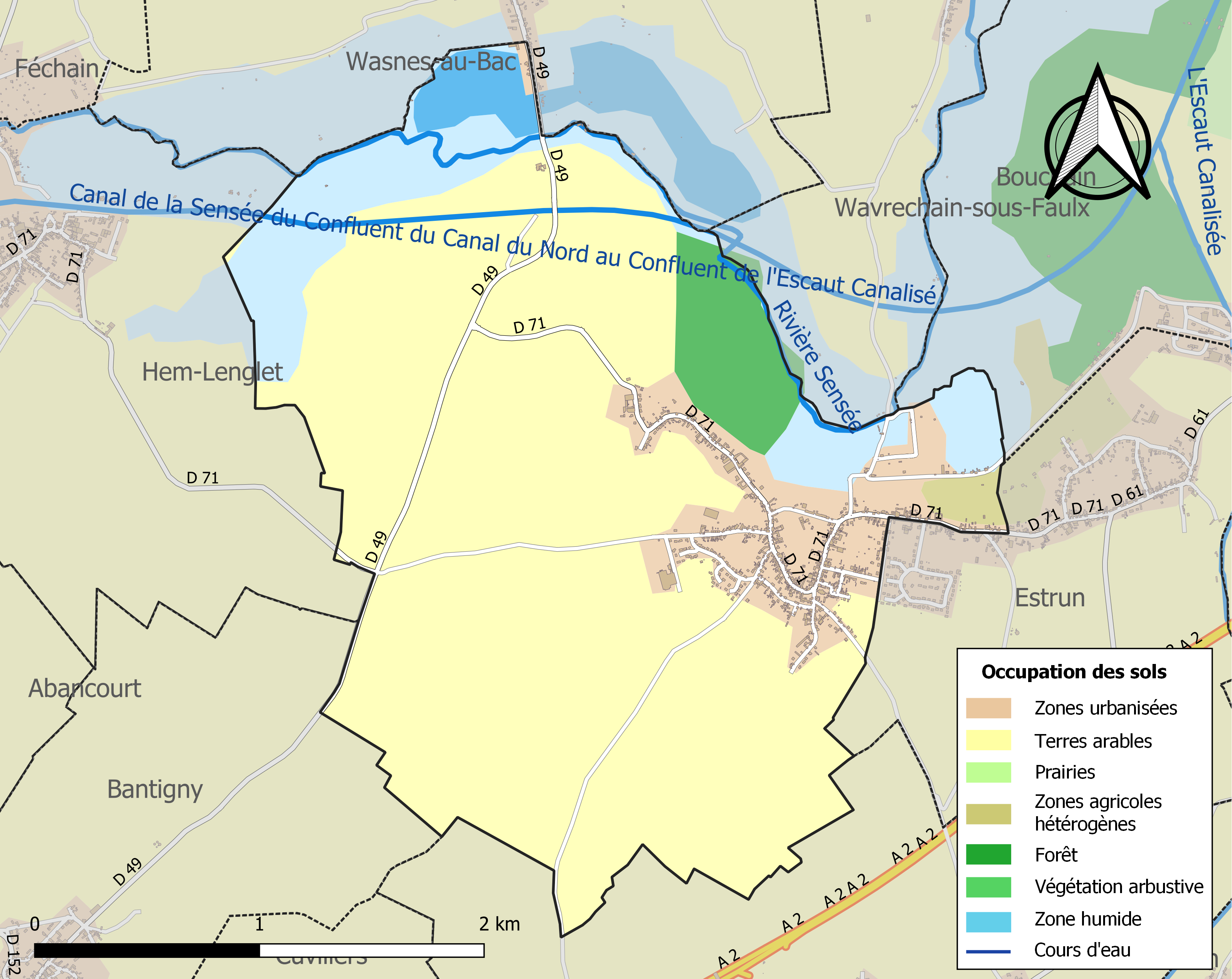
Carte des infrastructures et de l'occupation des sols de la commune en 2018 (CLC).

### Voies de communication et transports
La commune est desservie par le réseau de transports urbains de la Communauté d'agglomération de Cambrai appelé TUC (Transports Urbains du Cambrésis), par la ligne 18,. La ligne S130 permet de rejoindre le collège de secteur à Iwuy.

## Toponymie
On trouve le village mentionné au long des XIe au XIVe siècles sous les noms Paisloncourte, Palencurz, Pailencort, Pallencort, Pailiencourt, Pallencourt.[réf. nécessaire]

## Histoire
Avant la Révolution française, Paillencourt était le siège de plusieurs seigneuries dont celle de Layens.
Selon la tradition, Paillencourt renfermerait un trésor. Sous la forme d'un veau d'or, il aurait été abandonné par les Vikings dans un souterrain reliant l'ancien château du village à Estrun.
Gauthier de Paillencourt, premier seigneur connu, participe au tournoi d'Anchin en 1096. Plusieurs membres de cette famille remplissent des charges importantes dans la cité épiscopale, certains étant prévôts et d'autres échevins. Afin d'assumer ces responsabilités, la famille possède un hôtel particulier rue de Selles à Cambrai.
Ultérieurement, la seigneurie appartient à l'évêque de Cambrai, et elle dépend de celle de Thun l'Evêque. Au Moyen Age, d'autres petites seigneuries partagent les terres de Paillencourt, parmi lesquelles celle de Crupilly, de Flavines et de Layens.
En 1711, le maréchal de Villars campe, avec son armée, sur le territoire.
Un violent orage anéantit le bourg le 19 juin 1748. Certains grêlons atteignent la taille d'une demi-brique. Autrefois, pour être avertis de telles catastrophes, les habitants pêchaient dans les marais un petit poisson nommé dragon d'eau, qu'ils disposaient dans un bocal. Tel un baromètre vivant, lorsque le temps se mettait à l'orage, le poisson émettait des petits sifflements, en troublant l'eau par son agitation.
Les nombreuses tourbières étaient exploitées avant l'arrivée du charbon au XIXe siècle.
À cette époque, le village bénéficie d'une intense activité portuaire liée à celle du Bassin Rond. Elle a aujourd'hui disparu.
Le développement du tourisme permet d'espérer de nouvelles perspectives d'emploi. En effet à cet endroit, la Sensée est un havre de verdure, doté de parcours de pêche. Le village a conservé son aspect rural, avec ses exploitations agricoles et ses pigeonniers.

## Héraldique
|  | Les armes de Paillencourt se blasonnent ainsi : « De gueules à deux léopards d'argent passant l'un sur l'autre, et une bordure d'or. » |

## Logo et slogan
Le logo de Paillencourt a été créé en janvier 2023, il est accompagné d'un slogan, « De terre et d'eau ». Le cadre vert représente la forme du blason héraldique qui servait jusqu'alors dans les publications officielles. Le trait bleu symbolise les canaux qui entourent le village.

## Politique et administration

### Liste des maires
Maire de 1802 à 1807 : Jacq. Tribou,.
| Identité                                              | Période      | Période     | Durée                     | Étiquette        |
| Identité                                              | Début        | Fin         | Durée                     | Étiquette        |
| ----------------------------------------------------- | ------------ | ----------- | ------------------------- | ---------------- |
| René Charlet (d) (28 février 1933 - 1er octobre 2008) | 1980         | mars 2008   | 28 ans                    | Parti socialiste |
| Didier Delmotte (d)                                   | mars 2008    | avril 2014  | 6 ans et 1 mois           | indépendant      |
| Fabrice Lefebvre (d), (né le 13 janvier 1971)         | 4 avril 2014 | 23 mai 2020 | 6 ans, 1 mois et 19 jours | indépendant      |
| Fabrice Lefebvre (d) (né le 13 janvier 1971)          | 23 mai 2020  | En cours    | 5 ans, 2 mois et 15 jours | indépendant      |
| Henri Gamez (d) (10 juin 1825 - 19 juillet 1901)      |              |             |                           |                  |

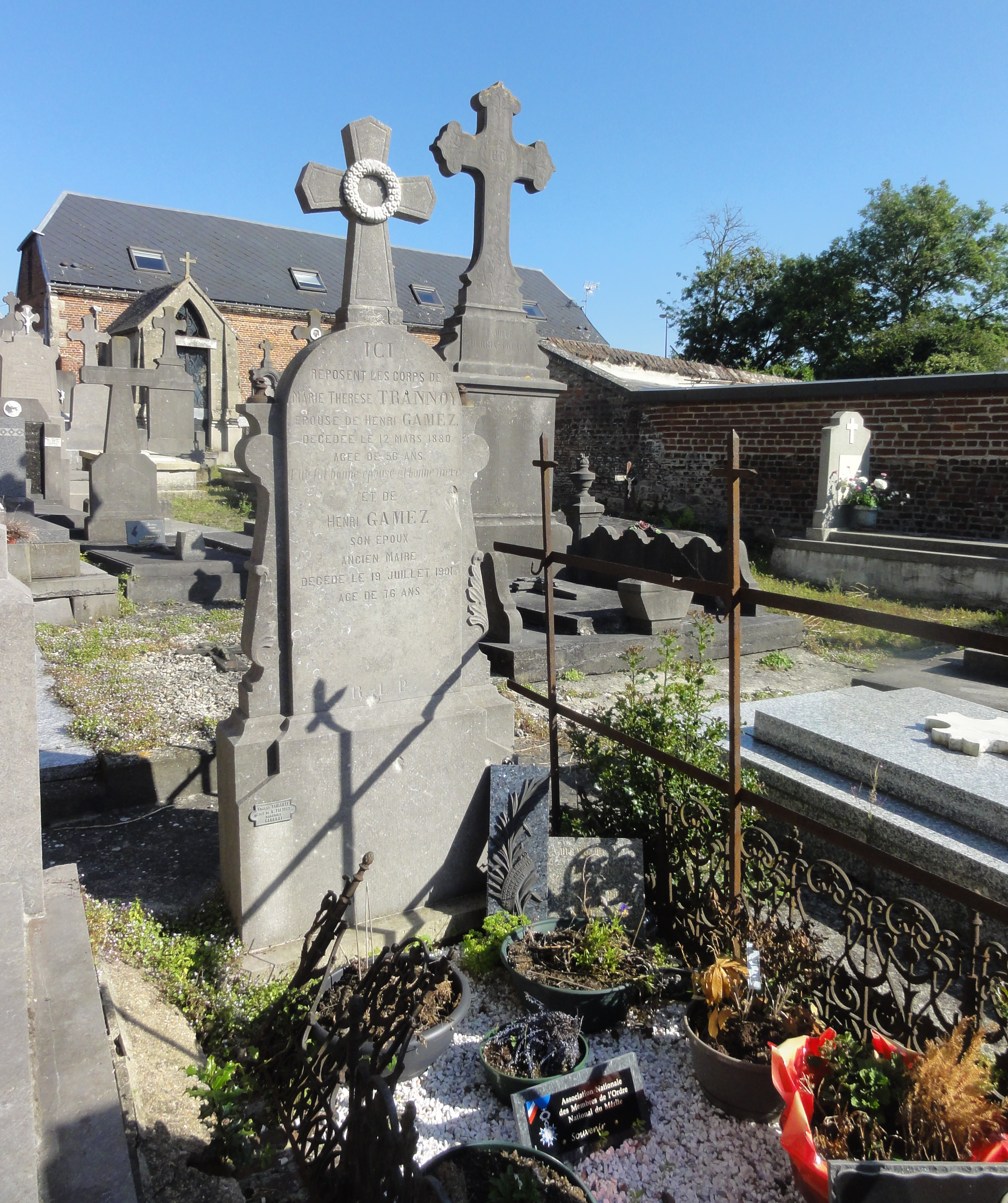
Tombe d'Henri Gamez au cimetière de l'église Saint-Martin.
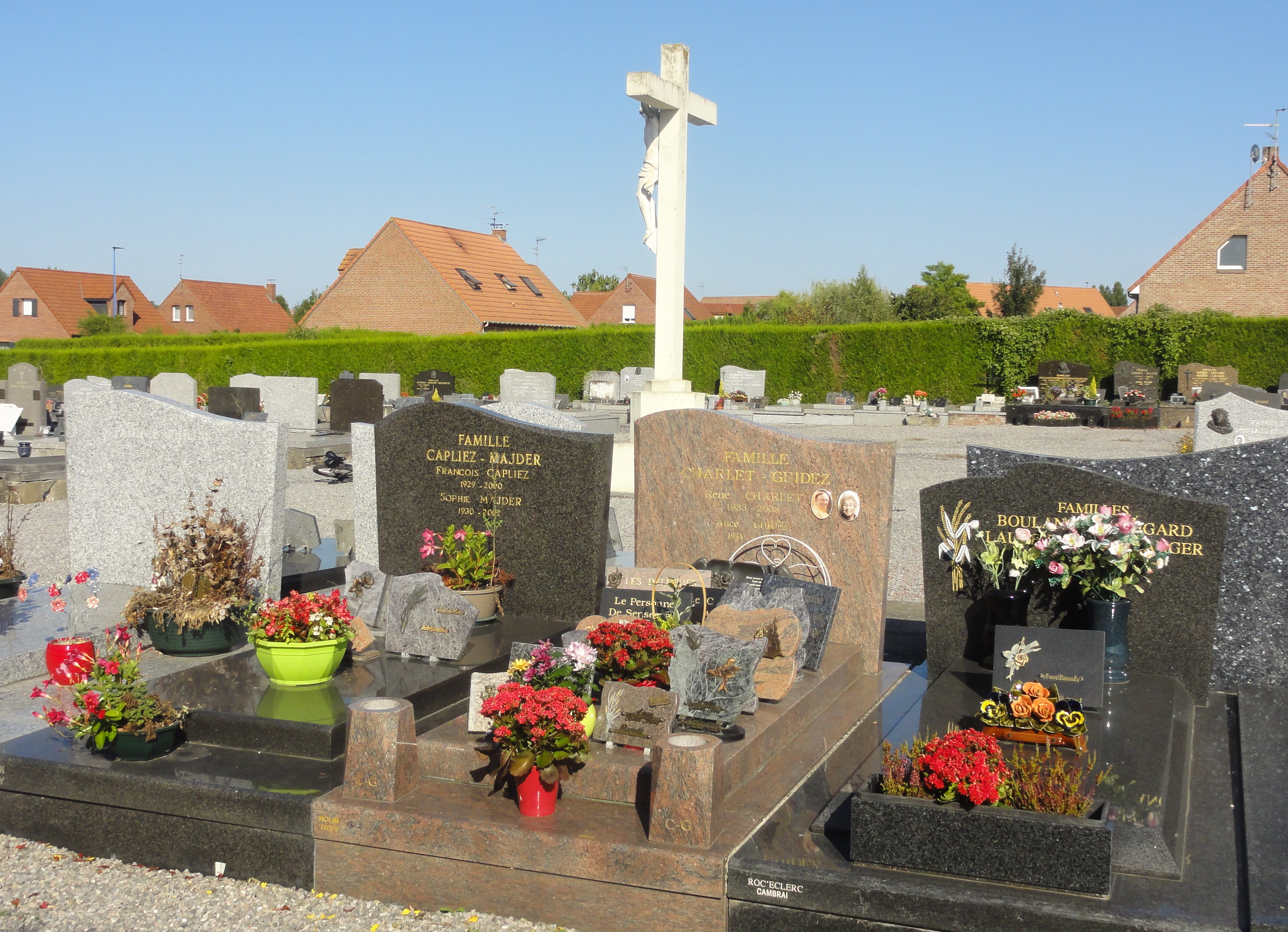
Tombe de René Charlet au cimetière de Paillencourt.

## Population et société

### Démographie

#### Évolution démographique
L'évolution du nombre d'habitants est connue à travers les recensements de la population effectués dans la commune depuis 1793. Pour les communes de moins de 10 000 habitants, une enquête de recensement portant sur toute la population est réalisée tous les cinq ans, les populations de référence des années intermédiaires étant quant à elles estimées par interpolation ou extrapolation. Pour la commune, le premier recensement exhaustif entrant dans le cadre du nouveau dispositif a été réalisé en 2007.

En 2022, la commune comptait 1 022 habitants, en évolution de +3,02 % par rapport à 2016 (Nord : +0,51 %, France hors Mayotte : +2,11 %).
| 1793 | 1800  | 1806  | 1821  | 1831  | 1836  | 1841  | 1846  | 1851  |
| ---- | ----- | ----- | ----- | ----- | ----- | ----- | ----- | ----- |
| 960  | 1 032 | 1 146 | 1 085 | 1 116 | 1 125 | 1 185 | 1 246 | 1 152 |

| 1856  | 1861  | 1866  | 1872  | 1876  | 1881  | 1886  | 1891  | 1896  |
| ----- | ----- | ----- | ----- | ----- | ----- | ----- | ----- | ----- |
| 1 227 | 1 274 | 1 247 | 1 230 | 1 227 | 1 249 | 1 207 | 1 228 | 1 146 |

| 1901  | 1906  | 1911  | 1921 | 1926 | 1931 | 1936 | 1946 | 1954 |
| ----- | ----- | ----- | ---- | ---- | ---- | ---- | ---- | ---- |
| 1 181 | 1 058 | 1 054 | 953  | 975  | 939  | 933  | 900  | 910  |

| 1962 | 1968 | 1975 | 1982  | 1990 | 1999 | 2006 | 2007 | 2012  |
| ---- | ---- | ---- | ----- | ---- | ---- | ---- | ---- | ----- |
| 957  | 946  | 943  | 1 006 | 930  | 950  | 982  | 986  | 1 001 |

| 2017 | 2022  | - | - | - | - | - | - | - |
| ---- | ----- | - | - | - | - | - | - | - |
| 991  | 1 022 | - | - | - | - | - | - | - |

#### Pyramide des âges
La population de la commune est relativement jeune.
En 2018, le taux de personnes d'un âge inférieur à 30 ans s'élève à 36,1 %, soit en dessous de la moyenne départementale (39,5 %). À l'inverse, le taux de personnes d'âge supérieur à 60 ans est de 22,3 % la même année, alors qu'il est de 22,5 % au niveau départemental.
En 2018, la commune comptait 498 hommes pour 504 femmes, soit un taux de 50,3 % de femmes, légèrement inférieur au taux départemental (51,77 %).
Les pyramides des âges de la commune et du département s'établissent comme suit.
| Hommes | Classe d’âge | Femmes |
| ------ | ------------ | ------ |
| 0,4    | 90 ou +      | 1,2    |
| 5,5    | 75-89 ans    | 7,5    |
| 14,2   | 60-74 ans    | 15,7   |
| 22,1   | 45-59 ans    | 16,9   |
| 19,1   | 30-44 ans    | 25,1   |
| 16,0   | 15-29 ans    | 14,0   |
| 22,7   | 0-14 ans     | 19,6   |

| Hommes | Classe d’âge | Femmes |
| ------ | ------------ | ------ |
| 0,5    | 90 ou +      | 1,4    |
| 5,3    | 75-89 ans    | 8,1    |
| 14,8   | 60-74 ans    | 16,2   |
| 19,1   | 45-59 ans    | 18,4   |
| 19,5   | 30-44 ans    | 18,7   |
| 20,7   | 15-29 ans    | 19,1   |
| 20,2   | 0-14 ans     | 18     |

## Culture et patrimoine

### Lieux et monuments

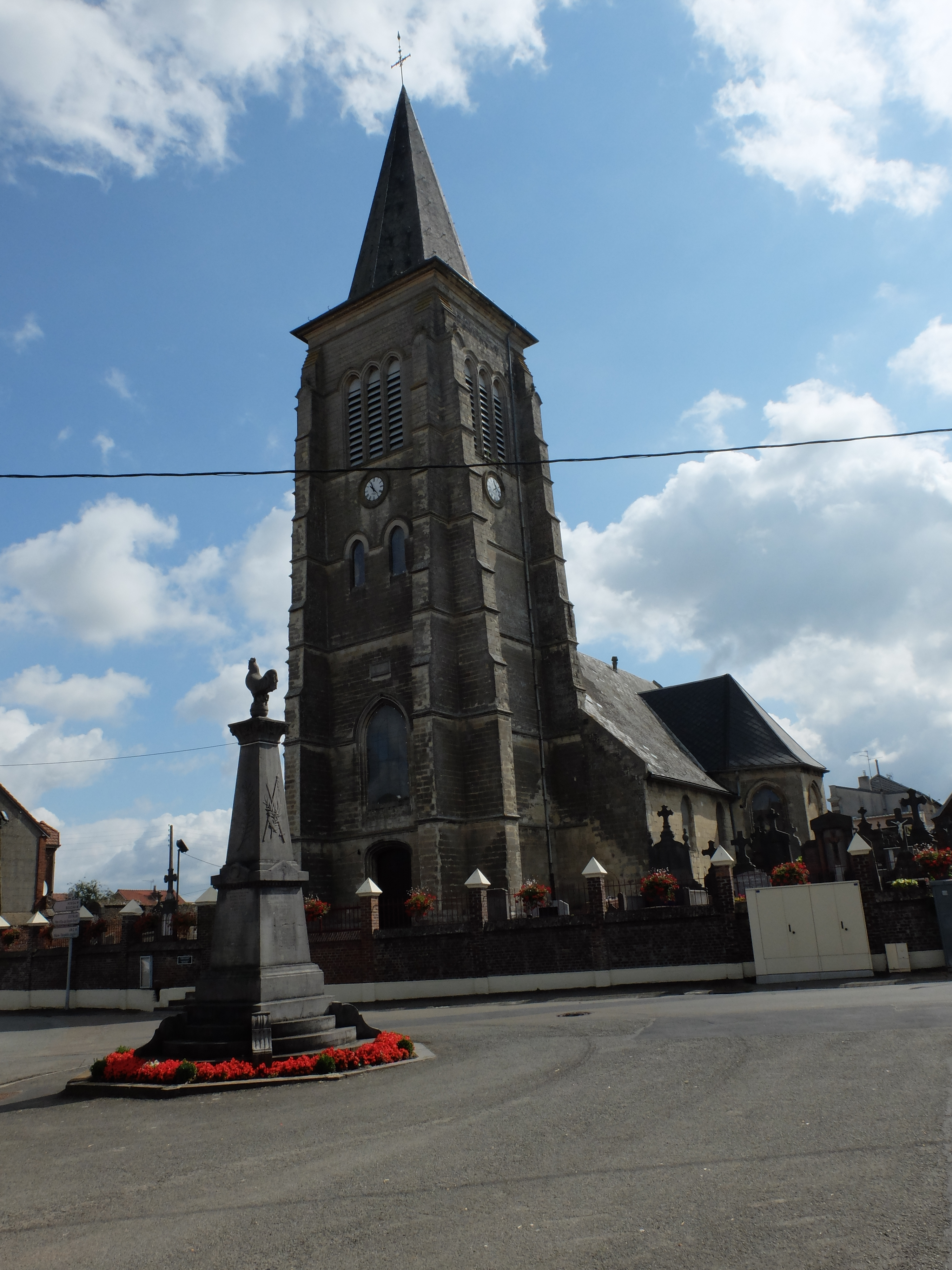
La place de l'église avec l'église et le monument aux morts.

- Le monument aux morts.
- L'église Saint-Martin.
- La petite chapelle.

### Personnalité liées à la commune

#### Seigneurs de Paillencourt
- Jean du Mortier, seigneur de Layens (sur Paillencourt), obtient le 23 novembre 1549 de Charles Quint des lettres reconnaissant son appartenance à la noblesse[20].

## Pour approfondir